# Ян Ліпавський
Ян Ліпавський (2 липня 1985, Прага) — чеський політик та ІТ-менеджер, член Чеської піратської партії, міністр закордонних справ Чехії (з 2021).

## Життєпис
Здобув ступінь бакалавра з міжнародних територіальних досліджень на факультеті соціальних наук Карлового університету в Празі. Під час навчання він закінчив двосеместрову ординатуру в Кентському університеті у Великій Британії в рамках навчальної програми Erasmus.
Працював у McKinsey & Company, Euro RSCG, ZOOT, Total Solutions та MoroSystems. Поступово він перетворився на аналітика та менеджера проектів у сфері інформаційних технологій у банківській справі (наприклад, біржова торгівля, FX). Також має практичний досвід маркетингу.
Основними сферами його інтересів є міжнародна політика, європейська політика та питання безпеки.
Він є членом Чеської піратської партії з 2015 року. Він також обіймає посаду члена республіканського комітету, виборчої комісії та відділу закордонних справ.
На виборах до Палати депутатів парламенту Чеської Республіки в 2017 році він був обраний депутатом у Празі з п'ятої кандидатської посади від «Піратів». На виборах до Палати депутатів парламенту Чеської Республіки в 2021 році балотувався як депутат від «Піратів» на 5-му місці як кандидат від коаліції «Пірати та мери» в Празі, але не був обраний. Таким чином, він не зміг захистити мандат депутата.
У Палаті депутатів у 2017—2021 роках обіймав посаду заступника голови комітету із закордонних справ, а також заступника голови комітету з оборони. Він також був членом Підкомітету з питань політики оборони, кібербезпеки та стратегічних концепцій Чеської Республіки та членом Підкомітету з питань міграційної політики та політики надання притулку. Він також був членом постійної комісії з питань військової розвідки.
У листопаді 2021 року став кандидатом від «Піратів» на посаду міністра закордонних справ Чеської Республіки в уряді Петра Фіали. 17 листопада 2021 року Президент Республіки Мілош Земан висловив намір не призначати його членом уряду через різні погляди у зовнішній політиці. Вперше він підтвердив своє рішення не призначати його до складу уряду 10 грудня того ж року, посилаючись на розбіжності в поглядах та відсутність кваліфікації. Однак після зустрічі з номінованим прем'єр-міністром Петром Фіалою 13 грудня він змінив свою думку і погодився з призначенням Ліпавського.
17 грудня 2021 року — призначений міністром закордонних справ Чеської Республіки.

## Нагороди
- Орден «За заслуги» І ступеня (Україна, 23 серпня 2022) — за значні особисті заслуги у зміцненні міждержавного співробітництва, підтримку державного суверенітету та територіальної цілісності України, вагомий внесок у популяризацію Української держави у світі.[15]